# Film basati su videogiochi
Questa lista è suscettibile di variazioni e potrebbe essere incompleta o non aggiornata.

Questa pagina raccoglie una lista dei film tratti da videogiochi usciti, annullati, annunciati, in sviluppo, in pre-produzione, in lavorazione ed in post-produzione.

## A
- Alone in the Dark - Film del 2005, diretto da Uwe Boll, basato sull'omonimo videogioco.
- Alone in the Dark II - Film del 2009, diretto da Michael Roesch, sequel del film del 2005 Alone in the Dark, anch'esso basato sul videogioco per console Alone in the Dark.
- Angry Birds - Il film - Film d'animazione del 2016 diretto da Clay Kaytis e Fergal Reilly, basato sull'omonima serie di videogiochi e prodotto da Rovio Entertainment e Sony Pictures Imageworks.
- Angry Birds 2 - Nemici amici per sempre - Film d'animazione del 2019 diretto da Thurop Van Orman e John Rice, sequel del film del 2016 e basato sull'omonima serie di videogiochi.
- Area 51 - Nel 2004 la Paramount Pictures acquistò i diritti cinematografici dell'omonimo videogioco con l'intenzione di produrne un film per il cinema, ma i tentativi di sviluppo svoltisi negli anni seguenti si rivelarono fallimenti. Nel 2009, Oren Peli fu incaricato di un nuovo progetto, la cui uscita è parzialmente fissata per il 2010.[1][2][3]
- Army of Two - Nel 2008 fu annunciato da Universal Studios e EA Games che Scott Z. Burns (noto per The Bourne Ultimatum - Il ritorno dello sciacallo) avrebbe realizzato un adattamento su sceneggiatura del videogioco per una possibile trasposizione cinematografica in futuro.[4]
- Assassin's Creed - Film del 2016, diretto da Justin Kurzel, basato sull'omonimo videogioco.

## B
- BioShock - Film basato sull'omonimo sparatutto in prima persona, sarà diretto da Gore Verbinski. Al momento, il film è in una fase di stallo, il costo, stimato per 160 milioni di dollari si sarebbe rivelato troppo alto, le riprese verranno fatte quindi fuori dagli Stati Uniti, per risparmiare sulle tasse.
- BloodRayne - Film del 2006, diretto da Uwe Boll, basato sul videogioco BloodRayne.
- BloodRayne 2 - Film del 2007, diretto da Uwe Boll, sequel del film del 2006.
- Borderlands - Film del 2024 diretto da Eli Roth, basato sul videogioco Borderlands.
- Broken Sword - Film in fase di studio, basato sulla serie Broken Sword. A conferma dell'adattamento, ci sono dichiarazioni di Charles Cecil del 2007[5] e del 2013[6], mai concretizzate.

## C
- Cacciatori di zombi - Film del 2006, diretto da Michael Hurst, sequel del film del 2003 House of the Dead, anch'esso basato sul videogioco per console The House of the Dead.
- Castlevania - Film annunciato. Ad alcuni mesi di distanza dall'annullamento del progetto di White e Anderson, all'edizione 2009 del Comic-Con viene annunciato un nuovo film per la regia di James Wan (ideatore di Saw). Le premesse sono di ripartire da capo, ricercare uno sceneggiatore che si mantenga fedele alla trama del videogioco, creare un ponte tra occidente e oriente mantenendo le atmosfere gotiche e fantasy proposte. Unico collegamento con il progetto precedente è Paul W.S. Anderson, chiamato a tornare come produttore.[7]
- Citizen Siege - Film in pre-produzione. Originariamente programmato come pentalogia, è attualmente l'unica pellicola sviluppata con futuro certo. La sceneggiatura è basata sulla serie di videogiochi Oddworld.
- City of Heroes - Film in fase di studio. Il produttore Tom DeSanto ha comprato i diritti del franchise MMORPG City of Heroes nel giugno 2007;[8] ribadendo la sua intenzione di utilizzarli per produrne un adattamento cinematografico od una serie televisiva.[8] A febbraio 2008, DeSanto ha dichiarato che verrà prodotto in futuro un film per il grande schermo, la cui storia tratterà una invasione aliena da parte della razza Rikti.[8]
- Clannad - Film del 2007, diretto da Osamu Dezaki, basato sulla visual novel Clannad.

## D
- Deus Ex (annullato) - Una trasposizione cinematografica del videogioco di successo Deus Ex, fu annunciata dal direttore di produzione della Columbia Pictures, Peter Schlessel, durante il maggio 2002. Al progetto venne subito coinvolto Greg Pruss per scrivere la sceneggiatura e Laura Ziskin come produttrice esecutiva.[9] Intervistato sull'approccio usato nel copione, Pruss dichiarò che la storia avrebbe avuto un connotato molto dark, soprattutto il protagonista JC Denton.[10] L'unico attore ad essere stato coinvolto nel film è stato Willem Dafoe, il cui personaggio da interpretare non fu però definito;[11] la data parziale di distribuzione cinematografica fu il 2006 e oltre. L'Internet Movie Database riportò l'annullamento della produzione nel maggio 2004, di conseguenza ne tolse il profilo dalle proprie liste; in ottobre da altri siti venne aggiunto tra i film in produzione limbo.[12][13]
- Diablo - Film in fase di studio. La Legendary Pictures ha annunciato nel 2007 di volere produrre l'adattamento del celebre videogioco per computer Diablo dopo l'uscita di un altro adattamento da videogioco, World of Warcraft.[14]
- DOA: Dead or Alive - Film del 2006, diretto da Corey Yuen, basato sulla serie di videogiochi Dead or Alive.
- Doom - Film del 2005, diretto da Andrzej Bartkowiak, basato sulla serie di videogiochi Doom.
- Double Dragon - Film del 1994, diretto da James Yukich, basato sulla serie di videogiochi Double Dragon.
- Dōbutsu no Mori - Film del 2006, diretto da Jōjin Shimura, basato sulla serie di videogiochi Animal Crossing.

## F
- Far Cry - Film del 2008, diretto da Uwe Boll ed adattato dalla serie di videogiochi Far Cry.
- Fatal Frame - Film annunciato. Nel 2002, la DreamWorks SKG acquisì i diritti del videogioco Project Zero assumendo John Rogers per scrivere il copione.[15] Nel febbraio dell'anno successivo, venne riportato l'ingaggio di Robert Fyvolent e Mark R. Brinker come nuovi sceneggiatori.[16] Le case cinematografiche Columbia Pictures e Senator International sono in contratto di partnership colla DreamWorks per distribuire il film su scala cinematografica e casalinga.[17] Per la parte da principale interprete fu fatto il nome dell'attrice Courtney Webb, ma ella smentì ogni suo coinvolgimento tramite il suo sito web personale;[18] si è anche rumoreggiato di Steven Spielberg per rimaneggiare il copione, ciò perché il lavoro di Fyvolent e Brinker è stato considerato poco originale.[17]
- Fatal Fury: The Motion Picture - Film del 1994, diretto da Masami Ōbari e basato sulla serie di videogiochi Fatal Fury.
- Final Fantasy - Film del 2001, diretto da Hironobu Sakaguchi e Moto Sakakibara, basato sulla serie di videogiochi Final Fantasy.
- Final Fantasy VII: Advent Children - Film del 2005, diretto da Tetsuya Nomura e Takeshi Nozue, sequel del videogioco Final Fantasy VII.
- Final Fantasy: La leggenda dei cristalli - Film d'animazione del 1994, seguito del videogioco Final Fantasy V.
- Five Nights At Freddy’s - Film horror in uscita nel 2023, diretto da Emma Tammi, prodotto dalla Blumhouse Productions, è basato sull’omonima serie di videogiochi survival horror.
- Forbidden Siren - Film del 2006.
- Fate/stay night: Heaven's Feel - Trilogia di film d'animazione diretti da Tomonori Sudō e prodotti dallo studio Ufotable, trasposizione animata della terza route narrativa omonima narrata nella visual novel Fate/stay night pubblicata da Type-Moon, concepita da Kinoko Nasu e illustrata da Takashi Takeuchi. La serie è composta da Fate/stay night: Heaven's Feel - I. presage flower (2017), Fate/stay night: Heaven's Feel - II. lost butterfly (2019) e Fate/stay night: Heaven's Feel - III. spring song (2020).
- Five Nights at Freddy's 2 - Film del 2025, sequel del film del 2023.

## G
- Gears of War - Film in sviluppo ispirato all'omonimo videogioco. La produzione del film è stata comunicata dalla New Line Cinema il 20 marzo 2007 subito dopo l'acquisizione dei diritti cinematografici del videogioco dopo un'asta condotta dalla CAA che conteneva anche la sceneggiatura preliminare di Stuart Beattie di 21 pagine. Marty Bowen e Wyck Godfrey sono stati delegati come produttori attraverso il loro studio "Temple Hill banner", mentre Cliff Bleszinki (il disegnatore del videogioco) è stato ingaggiato come produttore esecutivo e consulente nello sviluppo per la Epic. In caso di produzione riuscita, l'intenzione sarebbe quella di sviluppare in concomitanza sia l'adattamento cinematografico di Gears of War che un potenziale sequel videoludico, visto il successo ricavato e con la speranza di realizzare una trilogia cinematografica simile a Il Signore degli Anelli ma più "estrema". Prima di dare semaforo verde al progetto, i dirigenti della New Line e della Epic Games hanno colloquiato sul piano di produzione della trasposizione per capire le potenzialità del film. A sceneggiatura completata, Bowen e Godfrey hanno aperto il casting per un regista. L'idea originale era di far uscire la pellicola nell'estate 2009.[19][20][21] Come regista è stato indicato Len Wiseman da un articolo pubblicato da AICN il 3 agosto 2007,[22] ma la sua assunzione è stata confermata più tardi, nel giugno 2008, in contemporanea all'annuncio di Chris Morgan come rimaneggiatore della sceneggiatura[23]. Le intenzioni di Wiseman sono quelle di formare un film horror fantascientifico basato più sul lato fanta- che orrorifico, in quanto il regista ha sempre preferito il primo genere, e di usare tecnologia 3D data la vastita degli effetti visivi necessari alla realizzazione di uno scenario realistico.[21][24]
- God of War - Film in sviluppo. I diritti del videogioco sono stati acquisiti dagli Universal Studios durante luglio 2005.[25][26] La messa in studio è stata confermata più tardi da David Jaffe, il creatore del videogioco.[27] Per la sceneggiatura, è stato inizialmente incaricato David Self (noto per i suoi lavori in Era mio padre, Thirteen Days), mentre per la parte di Kratos si è rumoreggiato dell'attore Djimon Hounsou.[25] Il 2 ottobre 2008, dopo mesi di insistenti indiscrezioni il regista Brett Ratner (X-Men - Conflitto finale) ha confermato tramite una videointervista su "UGO" di essere al lavoro sulla trasposizione.[26]
- Gran Turismo - La storia di un sogno impossibile - Film del 2023 diretto da Neill Blomkamp, basato sul videogioco Polyphony Digital.
- Gyakuten saiban - Film del 2012 diretto da Takashi Miike, basato sul videogioco Phoenix Wright: Ace Attorney.

## H
- Halo: Il film - Film in fase di studio. Lo sceneggiatore Stuart Beattie ha presentato uno spec script intitolato Halo: Fall of Reach, basato sul romanzo omonimo, che pone le basi per una trilogia cinematografica ed è un modo per convincere qualche studio a riavviare la pre-produzione del film abbandonato.[28][29] Al progetto di Beattie si è unita Kasra Farahani, un artista concettuale assunta per sviluppare i primi concept art tratti dallo script.[30] Il TeamXbox, rispondendo a varie domande poste dai gestori di Movies Online ha dichiarato che lo script di Beattie ha riaperto la speranza di tornare a produrre il film e che vari studi sono giunti a Wellington per vedere i lavori concettuali sviluppati dalla Weta Workshop, l'unico problema rimane l'alto bilancio stimato.[31] Il sito LatinoReview ha pubblicato alcuni disegni concettuali tratti dallo spec script di Beattie e sviluppati da Farahani durante la pre-produzione svoltasi a Wellington, ciò per sperare in un ripensamento da parte della Microsoft.[32]
- Hitman - L'assassino - Film del 2007, diretto da Xavier Gens e basato sul videogioco per console Hitman.
- Hitman: Agent 47 - Film del 2015 diretto da Aleksander Bach.
- House of the Dead - Film del 2003, diretto da Uwe Boll e basato sul videogioco per console The House of the Dead.

## I
- In the Name of the King - Film del 2008, diretto da Uwe Boll e basato sulla serie di videogiochi Dungeon Siege.

## L
- Lara Croft: Tomb Raider - Film del 2001, diretto da Simon West e basato sulla serie di videogiochi Tomb Raider.
- Lara Croft: Tomb Raider - La culla della vita - Film del 2003, sequel del film del 2001 diretto da Jan De Bont e basato sulla serie di videogiochi Tomb Raider.

## M
- Mass Effect - Film ispirato alla serie Mass Effect, anche se le vicende narrate di discosteranno dalla storia del videogioco omonimo. Il film sarà prodotto da Mark Protosevich, ma non è stato ancora trovato un regista e sarà probabilmente incentrato sulla vita del comandante Shepard.[33]
- Max Payne - Film del 2008 diretto da John Moore, basato sull'omonima serie di videogiochi.
- Metal Gear Solid - Hideo Kojima (ideatore di Metal Gear Solid) ha annunciato a maggio 2006 di volere adattare la serie videoludica in un film. Lo stesso anno, durante l'E3, Kojima ha dichiarato di essere alla ricerca di uno studio disposto a finanziare l'adattamento.[34] Kurt Wimmer è stato preso in considerazione per la parte di regista e sceneggiatore;[35] inoltre l'Alaska è stata considerata come principale ambientazione per le riprese.[36] Il 12 gennaio 2010 ne è stata infine annullata la produzione. In occasione dell'evento celebrativo per i 25 anni della saga tenutosi il 30 agosto 2012 a Tokyo, però, Kojima ha annunciato la produzione di un film in corso presso gli studi Columbia Pictures assieme alla Arad Productions, affidata a Avi e Ari Arad. Parlandone anche all'Eurogamer expo dello stesso anno, afferma di puntare su un attore sconosciuto in ascesa per il ruolo di Solid Snake ma che non prenderà parte alla regia (lasciata a Jordan Vogt-Roberts), produzione o sceneggiatura ma piuttosto alla supervisione.
- Metal Gear Solid: Philanthropy - Film non-profit tratto dalla serie Metal Gear, girato in Italia.
- Metroid (annullato) - Nel 2003 due produttori comprarono i diritti cinematografici della serie videoludica Metroid con l'intenzione di trarne una trasposizione diretta al grande schermo, ma li persero qualche tempo dopo. John Woo acquistò i diritti un anno dopo per la Lion Rock Productions, dalla quale era stato incaricato alla regia. Terence Chang e Brad Foxhoven approcciati come produttori.[37] A fine anno il produttore Yoshio Sakamoto confermò che i ritardi dovuti alla mancata elaborazione di un piano di produzione avevano causato l'entrata in stallo dell'intero progetto.[38] Il 1º aprile 2005 venne pubblicato un articolo dal famoso sito web Movies IGN nel quale si trattava di un nuovo sviluppo del film mandato avanti da Uwe Boll come regista e Michelle Rodriguez per un ruolo da definire. A fine pubblicazione, si chiarì la natura ironica, essendo giorno del pesce d'aprile.[39]
- Mortal Kombat - Film del 1995 diretto da Paul W. S. Anderson, basato sulla serie di videogiochi per console Mortal Kombat.
- Mortal Kombat - Distruzione totale - Film del 1997 diretto da John R. Leonetti, sequel del film del 1995 Mortal Kombat, anch'esso basato sulla serie di videogiochi per console Mortal Kombat.
- Mortal Kombat: Devastation - Film in fase di sviluppo, terzo adattamento cinematografico della serie di videogiochi Mortal Kombat, è in negoziato Christopher Morrison per il ruolo di regista. Il film è in progetto dal 1997, ma i problemi di incassi rilevati dal secondo capitolo, stopparono l'inizio della pre-produzione.
- Monster Hunter - Film del 2020 diretto da Paul W. S. Anderson, basato sulla serie di videogiochi Monster Hunter.
- Mortal Kombat - Film del 2021 diretto da Simon McQuoid, reboot del film del 1995.
- Mortal Kombat 2 - Film del 2025 diretto da Simon McQuoid, sequel del film del 2021.

## N
- Need for Speed - film del 2014 diretto da Scott Waugh basato sull'omonima serie di videogiochi della Electronic Arts
- Nekketsu Koha Kunio-kun - film del 2013 diretto da Fujirō Mitsuishi, basato sul videogioco Renegade. Sarà presentato al 6° Old Town Taitō International Comedy Film Festival il 14 settembre. Assieme al film è in progetto anche una serie televisiva.

## P
- Postal - Film del 2007 diretto da Uwe Boll, basato sul videogioco Postal.
- Prince of Persia - Le sabbie del tempo - Film del 2010, diretto da Mike Newell, adattato dal videogioco per console Prince of Persia: The Sands of Time.
- Pokémon: Detective Pikachu - Film del 2019,diretto da Rob Letterman, tratto dal videogioco Detective Pikachu, spin-off della serie videoludica omonima Pokémon.

## R
- Ratchet & Clank - Film d'animazione del 2016 tratto dall'omonima serie videoludica.
- Red Dead Redemption: The Man from Blackwater - Film del 2010, diretto da John Hillcoat, basato sul videogioco Red Dead Redemption.
- Resident Evil - Film del 2002, diretto da Paul W. S. Anderson, basato sul videogioco per console Resident Evil.
- Resident Evil: Apocalypse - Film del 2004, diretto da Alexander Witt, sequel del film del 2002 Resident Evil.
- Resident Evil: Extinction - Film del 2007, diretto da Russell Mulcahy, capostipite della trilogia di Resident Evil.
- Resident Evil: Degeneration - Film del 2008, diretto da Makoto Kamiya, realizzato interamente in computer grafica.
- Resident Evil: Afterlife - Film del 2010, diretto da Paul W. S. Anderson, quarto capitolo della saga cinematografica di Resident Evil (film) uscito in 3D.
- Resident Evil: Retribution - Film del 2012, diretto da Paul W. S. Anderson, quinto capitolo della saga cinematografica di Resident Evil (film), in uscita il 14 settembre 2012 in tutto il mondo e in Italia il 28 settembre.
- Resident Evil: Damnation conosciuto anche come Biohazard: Damnation - Film del 2012, diretto da Makoto Kamiya, realizzato interamente in computer grafica. È il seguito di Resident Evil: Degeneration.
- Resident Evil: The Final Chapter - Film del 2017, diretto da Paul W. S. Anderson, sesto e ultimo della serie in live-action.
- Resident Evil: Vendetta - Film del 2017, diretto da Takanori Tsujimoto realizzato interamente in computer grafica. È il seguito di Resident Evil: Damnation.
- Rampage - Furia animale - Film del 2018, diretto da Brad Peyton, basato sul videogioco Rampage.
- Resident Evil: Welcome to Raccoon City - Film del 2021, diretto da Johannes Roberts, remake della serie live-action con Milla Jovovich

## S
- Silent Hill - Film del 2006, diretto da Christophe Gans, adattamento cinematografico del videogioco omonimo.
- Silent Hill: Revelation 3D - Girato in Canada, diretto e sceneggiato da M. J. Bassett e prodotto da Don Carmody e Samuel Hadida, il film si ispira liberamente a Silent Hill 3, terzo capitolo della saga omonima, è uscito al cinema in 3D nel 2012.
- SiN - Film in fase di studio, basato sull'omonimo videogioco. La trasposizione è in progetto dal 1999, ma solo nel 2006 i passi sulla realizzazione sono diventati concreti.
- Street Fighter - Sfida finale - Film del 1994, diretto da Steven E. de Souza e basato sulla serie di videogiochi Street Fighter.
- Street Fighter - La leggenda (Street Fighter: The Legend of Chun-Li) - Film del 2009. Inizialmente facente parte di una saga monografica sugli altri personaggi, dato il clamoroso insuccesso si è deciso di abbandonare l'idea.
- Street Fighter Alpha: Generations - Film del 2005, diretto da Ikuo Kuwana e basato sul videogioco Street Fighter Alpha: Warriors' Dreams. Nonostante questo sia il terzo film adattato dalla famosa serie videoludica, ognuno dei tre prodotti non ha legami con l'altro.
- Street Fighter Alpha: The Movie - Film del 1999, diretto da Shigeyasu Yamauchi e basato sul videogioco Street Fighter Alpha: Warriors' Dreams.
- Super Mario Bros. - Film del 1993, diretto da Rocky Morton e Annabel Jankel e basato sul videogioco Super Mario Bros. È universalmente riconosciuto come primo film dal vivo nella storia del cinema ad essere tratto da un videogioco.
- Super Mario Bros. - Peach-hime kyushutsu dai sakusen! - Film del 1986, diretto da Masami Hata e basato sul videogioco Super Mario Brothers. Di nazionalità giapponese, l'edizione è stata pubblicata solo in patria.
- Super Mario Bros. - Il film - Film d'animazione del 2023, prodotto da Illumination Entertainment e Nintendo, basato sull'omonima serie di videogiochi della stessa Nintendo. È il film tratto da un videogioco con l'incasso più alto nella storia.
- Sonic - il film - Film del 2020, diretto da Jeff Fowler e prodotto da Tim Miller, basato sul franchise videoludico di SEGA.
- Sonic - Il film 2 - Film del 2022, sequel del film del 2020.
- Sonic 3 - Il film - Film del 2024, sequel del film del 2022.

## T
- Tekken - The Animation - Film composto da due episodi OAV (da 30 minuti l'uno) del 1997, basato sulla celeberrima serie Tekken.
- Tekken - Film del 2010 diretto da Dwight H. Little, con la sceneggiatura basata sulla serie di videogiochi picchiaduro per console TekkenTekken.
- Tekken 2: Kazuya's Revenge - Film del 2014 diretto da Wit Kaosainan, prequel del precedente.
- Tekken: Blood Vengeance - Film giapponese del 2011 in 3D, basato sulla serie di videogiochi Tekken, prodotto dalla Digital Frontier e distribuita dalla Asmik Ace Entertainment.
- The Unforgettable: Film annunciato previsto per il 2011 e ispirato al videogioco survival horror Condemned: Criminal Origins. La produzione del film è stata annunciata il 4 ottobre 2005 dalla Warner Bros. con l'intenzione di rimanere nell'universo narrativo del gioco.[40] La Bros ha comprato i diritti del videogioco dalla Monolith Productions nel 2004, con l'intenzione di distribuire la trasposizione durante il 2008. In accordo con l'Imdb e Variety, il film si chiamerà The Unforgettable con Kurt Sutter incaricato di scrivere la sceneggiatura.
- The Sims - Film in pre-produzione. Live action dell'omonimo videogioco di realtà simulata. La 20th Century Fox ha comprato i diritti del gioco il 25 maggio 2007[41], con Brian Lynch incaricato di scrivere la sceneggiatura e John Davis come produttore esecutivo.[42]
- Lara Croft: Tomb Raider - La culla della vita - Film del 2003, diretto da Jan de Bont e come il predecessore ispirato all'omonima saga videoludica. Con questo secondo film, stroncato dalla critica ancor più del primo, venne presa la decisione di sospendere la produzione di un terzo capitolo.
- Tomb Raider - Film del 2018 diretto da Roar Uthaug e basato sull'omonimo videogioco del 2013, reboot della serie di Tomb Raider.
- Tom Clancy's Ghost Recon Wildlands: War Within The Cartel - Cortometraggio del 2017 prodotto da Legion of Creatives e Ubisoft, diretto da Avi Youabian e basato sul videogioco Tom Clancy's Ghost Recon Wildlands.

## U
- Un film Minecraft - Film del 2025 basato sul videogioco di Minecraft, diretto da Jared Hess.

## W
- Warcraft - L'inizio - Film del 2016 tratto da Warcraft: Orcs & Humans, è stato il film tratto da un videogioco con il più alto incasso della storia fino al 2023.
- Watch Dogs - Film annunciato. La Ubisoft annuncia nel mese di giugno del 2013 di avere in cantiere una trasposizione cinematografica del videogioco.
- Wing Commander - Attacco alla Terra - Film del 1999, diretto da Chris Roberts, basato sulla serie di videogiochi Wing Commander. Ebbe scarso successo.

## I maggiori incassi
Il mercato degli adattamenti da videogiochi non ha mai rilevato incassi notevolmente alti, nonostante ciò alcuni film hanno superato alcune aspettative di botteghino rilevanti come ad esempio Lara Croft: Tomb Raider, Prince of Persia - Le sabbie del tempo e/o la serie di Resident Evil. Pokémon il film - Mewtwo colpisce ancora fu il più grande incasso dal 1998 al 2001, rendendolo l'unico anime ad essere il più grande incasso per un determinato periodo.
| Posizione | Nome del film                                    | anno | Incasso mondiale |
| --------- | ------------------------------------------------ | ---- | ---------------- |
| 1         | Super Mario Bros. - Il film                      | 2023 | 1361767338 $     |
| 2         | Un film Minecraft                                | 2025 | 965 541 342 $    |
| 3         | Sonic 3 - Il film                                | 2024 | 491 603 986 $    |
| 4         | Pokémon: Detective Pikachu                       | 2019 | 433 333 000 $    |
| 5         | Rampage - Furia animale                          | 2018 | 428 000 000 $    |
| 6         | Sonic 2 - Il film                                | 2022 | 405 039 209 $    |
| 7         | Uncharted                                        | 2022 | 401 756 123 $    |
| 8         | Prince of Persia - Le sabbie del tempo           | 2010 | 336 365 676 $    |
| 9         | Resident Evil: The Final Chapter                 | 2017 | 312242626 $      |
| 10        | Sonic - Il film                                  | 2020 | 306800000 $      |
| 11        | Resident Evil: Afterlife                         | 2010 | 300228084 $      |
| 12        | Five Nights at Freddy's                          | 2023 | 291 493 620 $    |
| 13        | Lara Croft: Tomb Raider                          | 2001 | 274 703 340 $    |
| 14        | Tomb Raider                                      | 2018 | 274 605 240 $    |
| 15        | Resident Evil: Retribution                       | 2012 | 240159255 $      |
| 16        | Assassin's Creed                                 | 2016 | 240 149 233 $    |
| 17        | Pokémon il film - Mewtwo colpisce ancora         | 1998 | 163644662 $      |
| 18        | Tomb Raider: La culla della vita                 | 2003 | 156505388 $      |
| 19        | Resident Evil: Extinction                        | 2007 | 147717833 $      |
| 20        | Resident Evil: Welcome to Raccoon City           | 2021 | 142 989 342 $    |
| 21        | Resident Evil: Apocalypse                        | 2004 | 129394835 $      |
| 22        | Mortal Kombat                                    | 1995 | 122195920 $      |
| 23        | Gran Turismo - La storia di un sogno impossibile | 2023 | 120 245 670 $    |
| 24        | Resident Evil                                    | 2002 | 102441078 $      |

## Film in testa alla classifica di incassi
Questi sono i film che sono stati per un certo periodo i film col maggiore incasso in assoluto, senza tenere conto dell'inflazione.
| Anno | Film                                     | # anni in testa | Incasso (al tempo del record) |
| ---- | ---------------------------------------- | --------------- | ----------------------------- |
| 1994 | Street Fighter - Sfida finale            | 1               | 99423521 $                    |
| 1995 | Mortal Kombat                            | 3               | 122195920 $                   |
| 1998 | Pokémon il film - Mewtwo colpisce ancora | 3               | 163644662 $                   |
| 2001 | Lara Croft: Tomb Raider                  | 9               | 274703340 $                   |
| 2010 | Prince of Persia - Le sabbie del tempo   | 6               | 336365676 $                   |
| 2016 | Warcraft - L'inizio                      | 4               | 439084918 $                   |
| 2023 | Super Mario Bros. - Il Film              | 2               | 1361767338 $                  |